# Analisi sensoriale
L'analisi sensoriale è la scienza adottata per valutare gli attributi organolettici di un prodotto mediante i sensi. Gli organi di senso sono: vista, udito, olfatto, gusto, tatto.
L’American Society for Testing and Materials e Institute of Food Technologists definisce l'analisi sensoriale come "un metodo scientifico usato per risvegliare, misurare, analizzare e interpretare quelle
risposte ai prodotti che sono esito della percezione tramite i sensi della vista, dell'olfatto, del tatto,
del gusto e dell'udito". Termine più generico di "organolettico" è "sensoriale" quindi l'analisi sensoriale descrive e misura le caratteristiche sensoriali di un bene.
Nell’ambito del controllo e della valorizzazione della qualità degli alimenti, la valutazione sensoriale trova ampio spazio di applicazione soprattutto se si considera la necessità sempre crescente di utilizzare metodi oggettivi accurati e precisi, quindi che forniscano risultati affidabili, esaustivi e ripetibili. Ad ogni modo l'analisi sensoriale trova impiego anche in discipline diverse dalla scienza degli alimenti.
L'analisi sensoriale non è degustazione, sebbene utilizzi l'assaggio (ovvero l'applicazione concreta dei 5 sensi per valutare un campione di prodotto da parte di una persona) come mezzo principale dell'investigazione. Infatti, oltre a essere una disciplina scientifica formata da principi, tecniche e metodologie, è pure materia fortemente normata sia a livello internazionale ISO che nazionale (ad esempio, in Italia, come recepimento UNI). Una delle peculiarità dell'analisi sensoriale è il largo uso della statistica. Oltre alla chimica e alla fisica fa ampio ricorso a elementi di psicofisica e scienze neurologiche. L'analisi sensoriale è una materia accademica trattata a livello universitario e post universitario, largamente utilizzata dalle aziende produttrici o dai laboratori.

## I giudici
Il gruppo di soggetti che effettua le valutazioni sensoriali viene definito "panel" ed è sempre coordinato dal responsabile del laboratorio ("panel leader").
In base al metodo scelto dovrebbero essere coinvolti differenti tipologie di giudici:
1.	Giudici senza esperienza (in rappresentanza dei semplici consumatori) per i metodi affettivi (edonici);
2.	Giudici allenati alle valutazioni sensoriali per i metodi discriminanti;
3.	Giudici addestrati sia ai metodi che ad uno specifico prodotto per i metodi descrittivi (esperti o giudici qualificati).
Gli obiettivi dell’analisi determinano la scelta del metodo più idoneo da utilizzare (piano di prova). Gli attuali metodi di valutazione sensoriale, che fanno riferimento a standard generali (norme ISO) applicabili a tutti i prodotti alimentari, possono essere suddivisi in tre tipologie:
1.	Discriminanti utilizzati per determinare se esiste una differenza percepibile tra due o più prodotti;
2.	Descrittivi utilizzati per descrivere le caratteristiche sensoriali percepite in un prodotto e identificare quanto i prodotti differiscono nelle caratteristiche sensoriali;
3.	Affettivi utilizzati quando è necessario valutare l’accettabilità da parte dei consumatori e stabilire se uno o più prodotti siano maggiormente preferiti di altri.